# Ähnlichkeitsanalyse
In der Statistik, insbesondere der Multivariaten Statistik, interessiert man sich für die Messung der Ähnlichkeit zwischen verschiedenen Objekten und definiert dazu Ähnlichkeits- und Distanzmaße. Es handelt sich dabei nicht um Maße im mathematischen Sinn, der Begriff bezieht sich ausschließlich auf die Messung einer bestimmten Größe.
In der Regel werden Ähnlichkeitsmaße für nominal oder ordinal skalierte Variablen genutzt und Distanzmaße für metrisch skalierte Variablen (d. h. für Intervall- und Verhältnisskala).

## Ähnlichkeitsmaß

### Definition
Sei {\displaystyle I=\left\{1,2,\dots ,N\right\}} eine endliche Menge. Eine Funktion {\displaystyle s\colon I\times I\rightarrow \mathbb {R} } heißt Ähnlichkeitsmaß oder Ähnlichkeitsfunktion, falls für alle {\displaystyle i,j\in I} gilt:
- {\displaystyle s(i,j)=s(j,i)} und
- {\displaystyle s(i,i)\geq s(i,j)}.

Zudem wird oft noch gefordert, dass für alle {\displaystyle i,j\in I} gilt:
- {\displaystyle s(i,j)\geq 0} und {\displaystyle s(i,i)=1}.

Die Funktionswerte {\displaystyle s(i,j)} lassen sich zu einer symmetrischen {\displaystyle N\times N}-Matrix {\displaystyle \left(s(i,j)\right)_{i,j}} anordnen. Diese Matrix heißt Ähnlichkeitsmatrix. In diesem Kontext wird {\displaystyle s(i,j)} auch als Ähnlichkeitskoeffizient bezeichnet.

### Anwendung in der Bioinformatik
Ähnlichkeitsmatrizen wie PAM oder BLOSUM spielen eine wichtige Rolle beim Sequenzalignment. Ähnliche Proteine, Nukleotide oder Aminosäuren erhalten dabei höhere Scores (d. h. Ähnlichkeitswerte) als unähnliche. Die Ähnlichkeit ist hier durch die chemischen Eigenschaften der Bausteine und ihre Mutationsraten definiert.
Beispiel (AGCT steht für die vier Nukleinbasen Adenin, Guanin, Cytosin und Thymin):
|   | A  | G  | C  | T  |
| - | -- | -- | -- | -- |
| A | 10 | −1 | −3 | −4 |
| G | −1 | 7  | −5 | −3 |
| C | −3 | −5 | 9  | 0  |
| T | −4 | −3 | 0  | 8  |

Die Moleküle, deren Ähnlichkeit angegeben werden soll, werden in gleicher Reihenfolge spalten- und zeilenweise sortiert. Der Wert {\displaystyle a_{i,j}} an der Position {\displaystyle (i,j)} gibt somit an, wie ähnlich das Molekül an der Spaltenposition {\displaystyle i} dem an der Zeilenposition {\displaystyle j} ist.
Laut obiger Ähnlichkeitsmatrix sind Cytosin und Tymin (Ähnlichkeits-Score 0) einander ähnlicher als Guanin und Cytosin (Ähnlichkeits-Score -5).

### Ähnlichkeitsmaße für binäre Vektoren
Für {\displaystyle p} binäre Variablen und zwei Beobachtungen {\displaystyle i} und {\displaystyle j} sei
{\displaystyle n_{00}=\sum _{k=1}^{p}I(x_{ik}=0,x_{jk}=0)}, {\displaystyle n_{01}=\sum _{k=1}^{p}I(x_{ik}=0,x_{jk}=1)},
{\displaystyle n_{10}=\sum _{k=1}^{p}I(x_{ik}=1,x_{jk}=0)}, {\displaystyle n_{11}=\sum _{k=1}^{p}I(x_{ik}=1,x_{jk}=1)} und
{\displaystyle p=n_{00}+n_{01}+n_{10}+n_{11}\,}.
Dann kann man folgende Maße definieren:
| Ähnlichkeitsmaß                 | {\displaystyle s(i,j)} |
| ------------------------------- | --- |
| Braun                           | {\displaystyle {\frac {n_{11}}{\max(n_{11}+n_{01},n_{11}+n_{10})}}}                                                       |
| Dice                            | {\displaystyle {\frac {2n_{11}}{n_{01}+n_{10}+2n_{11}}}}                                                                  |
| Hamann                          | {\displaystyle {\frac {(n_{00}+n_{11})-(n_{01}+n_{10})}{p}}}                                                              |
| Jaccard (S-Koeffizient)         | {\displaystyle {\frac {n_{11}}{n_{01}+n_{10}+n_{11}}}}                                                                    |
| Kappa                           | {\displaystyle {\frac {1}{1+{\tfrac {p(n_{01}+n_{10})}{2(n_{00}n_{11}-n_{01}n_{10})}}}}}                                  |
| Kulczynski                      | {\displaystyle {\frac {n_{11}}{n_{01}+n_{10}}}}                                                                           |
| Ochiai                          | {\displaystyle {\frac {n_{11}}{\sqrt {(n_{11}+n_{01})(n_{11}+n_{10})}}}}                                                  |
| Phi                             | {\displaystyle {\frac {n_{11}n_{00}-n_{10}n_{01}}{\sqrt {(n_{11}+n_{01})(n_{11}+n_{10})(n_{00}+n_{01})(n_{00}+n_{10})}}}} |
| Russel Rao                      | {\displaystyle {\frac {n_{11}}{p}}}                                                                                       |
| Simple Matching (M-Koeffizient) | {\displaystyle {\frac {n_{00}+n_{11}}{p}}}                                                                                |
| Simpson                         | {\displaystyle {\frac {n_{11}}{\min(n_{11}+n_{01},n_{11}+n_{10})}}}                                                       |
| Sneath                          | {\displaystyle {\frac {n_{11}}{n_{11}+2n_{01}+2n_{10}}}}                                                                  |
| Tanimoto (Rogers)               | {\displaystyle {\frac {n_{00}+n_{11}}{n_{00}+2(n_{01}+n_{10})+n_{11}}}}                                                   |
| Yule                            | {\displaystyle {\frac {n_{00}n_{11}-n_{01}n_{10}}{n_{00}n_{11}+n_{01}n_{10}}}}                                            |

Für nicht binäre nominale oder ordinale Variablen definiert man für jede Kategorie der Variablen eine binäre Variable und kann dann die Ähnlichkeitsmaße für binäre Variablen verwenden.

### Wahl des Ähnlichkeitsmaßes
Welches Ähnlichkeitsmaß man zur Analyse wählt, hängt von der Problemstellung ab. Es gibt jedoch einige Hinweise, wann sich welches Maß gut eignet in Abhängigkeit von den Eigenschaften der binären Variable:
- Ist die Variable symmetrisch, d. h. beide Kategorien sind gleich wichtig (z. B. Geschlecht), dann ist oft das gleiche Vorhandensein ({\displaystyle n_{11}}) bzw. die gleiche Abwesenheit ({\displaystyle n_{00}}) wichtig für ein Ähnlichkeitsmaß. Dann können Simple Matching, Hamann oder Tanimoto verwendet werden.
- Ist die Variable asymmetrisch, d. h. nur eine Kategorie spielt eine wesentliche Rolle (z. B. Krankheit aufgetreten), dann spielt oft nur das gleiche Auftreten ({\displaystyle n_{11}}) eine Rolle. Dann können Dice, Jaccard, Kulczynskl, Ochiai, Braun, Simpson oder Sneath verwendet werden.
- Kappa, Phi und Yule können sowohl im symmetrischen als auch im asymmetrischen Fall verwendet werden.

Bei der Wahl des Ähnlichkeitmaßes sollten auch Zusammenhänge zwischen den Maßen berücksichtigt werden:
- Dice, Jaccard und Sneath sind monotone Funktionen voneinander:

{\displaystyle {\text{Sneath}}\leq {\text{Jaccard}}\leq {\text{Dice}}.}
- Betrachtet man Simpson und Braun, so ist das harmonische Mittel Dice, das arithmetische Mittel Kulczynski und das geometrische Mittel Ochiai. Aus der Ungleichung der Mittelwerte folgt:

{\displaystyle {\text{Braun}}\leq {\text{Dice}}\leq {\text{Ochiai}}\leq {\text{Kulczynski}}\leq {\text{Simpson}}.}
- Auch Hamann, Rogers und Simple matching weisen einen Zusammenhang auf.

## Distanzmaß

### Definition
Sei {\displaystyle I=\left\{1,2,\dots ,N\right\}} eine endliche Menge. Eine Funktion {\displaystyle d\colon I\times I\rightarrow \mathbb {R} } heißt Distanzmaß oder Distanzfunktion, falls für alle {\displaystyle i,j\in I} gilt:
- {\displaystyle d(i,j)=d(j,i)} sowie
- {\displaystyle d(i,j)\geq 0} und {\displaystyle d(i,j)=0\Leftrightarrow i=j}.

Die Funktionswerte {\displaystyle d(i,j)} lassen sich zu einer symmetrischen {\displaystyle N\times N}-Matrix {\displaystyle \left(d(i,j)\right)_{i,j}} anordnen. Diese Matrix heißt Distanzmatrix.
Falls die Funktion {\displaystyle d} zusätzlich die Dreiecksungleichung erfüllt, ist sie eine Metrik. Häufig wird auch eine Metrik als Distanzfunktion bezeichnet.

### Einige Distanzmaße
Für {\displaystyle p} metrische Variablen und zwei Beobachtungen {\displaystyle i} und {\displaystyle j} kann man folgende Maße definieren:
| Distanzmaß                                 | {\displaystyle d(i,j)} |
| ------------------------------------------ | --- |
| {\displaystyle L_{r}}                      | {\displaystyle \left(\sum _{k=1}^{p}\|x_{ik}-x_{jk}\|^{r}\right)^{1/r}}                                                                                           |
| Euklidisch {\displaystyle L_{2}}           | {\displaystyle {\sqrt {\sum _{k=1}^{p}(x_{ik}-x_{jk})^{2}}}} |
| Pearson                                    | {\displaystyle {\sqrt {\sum _{k=1}^{p}{\frac {(x_{ik}-x_{jk})^{2}}{s_{k}^{2}}}}}} mit {\displaystyle s_{k}} die Standardabweichung der Variable {\displaystyle k} |
| City-Block Manhattan {\displaystyle L_{1}} | {\displaystyle \sum _{k=1}^{p}\|x_{ik}-x_{jk}\|} |
| Gower                                      | {\displaystyle \sum _{k=1}^{p}{\frac {\|x_{ik}-x_{jk}\|}{r_{k}}}} mit {\displaystyle r_{k}} die Spannweite der Variable {\displaystyle k}                         |
| Mahalanobis                                | {\displaystyle {\sqrt {(x_{i}-x_{j})^{T}S^{-1}(x_{i}-x_{j})}}} mit {\displaystyle S} der Stichproben-Kovarianzmatrix der Variablen {\displaystyle x_{i}}          |

## Zusammenhang zwischen Ähnlichkeits- und Distanzmaßen
Allgemein kann man ein Distanzmaß aus einem Ähnlichkeitsmaß definieren durch
{\displaystyle d(i,j)={\sqrt {s(i,i)+s(j,j)-2s(i,j)}}}.
Ein so gewonnenes Distanzmaß erfüllt aber im Allgemeinen nicht die Dreiecksungleichung und ist somit keine Metrik.